# لولیتا داویدوویچ
لولیتا داویدوویچ (انگلیسی: Lolita Davidovich؛ زادهٔ ۱۵ ژوئیهٔ ۱۹۶۱) هنرپیشه کانادایی است. او در اچ‌بی استودیو در نیویورک تحصیل کرد.
از فیلم‌هایی که وی در آن نقش داشته‌است، می‌توان به خدایان و هیولاها، جی‌اف‌کی، نقطه جوش، طولانی‌ترین سواری، جهش ایمان، جنایت در هالیوود، معما، آلاسکا، تا مغز استخوان مبارزه کن، تقاطع، جوان‌تر و جوان‌تر، هدف از زیبایی، مسح، کاب، آبی تیره، آبی تیره، ماجراهای نگهداری از کودکان، برای بهتر یا بدتر و مجموعه تلویزیونی سایه‌های آبی اشاره کرد.